# 대한민국 형사소송법 제294조의3
대한민국 형사소송법 제294조의3는 피해자 진술의 비공개에 대한 대한민국 형사소송법의 조문이다.

## 조문
제294조의3(피해자 진술의 비공개) ① 법원은 범죄로 인한 피해자를 증인으로 신문하는 경우 당해 피해자·법정대리인 또는 검사의 신청에 따라 피해자의 사생활의 비밀이나 신변보호를 위하여 필요하다고 인정하는 때에는 결정으로 심리를 공개하지 아니할 수 있다.
②제1항의 결정은 이유를 붙여 고지한다.
③법원은 제1항의 결정을 한 경우에도 적당하다고 인정되는 자의 재정(在廷)을 허가할 수 있다.
[본조신설 2007.6.1.]

## 참고 문헌
- 손동권 신이철, 새로운 형사소송법(초판, 2013), 세창, 2013. ISBN 9788984114081